# Kazuhiro Ninomiya
Kazuhiro Ninomiya (jap. 二宮和弘, Ninomiya Kazuhiro; * 28. November 1946 in Fukuoka) ist ein ehemaliger japanischer Judoka. Er gewann eine olympische Goldmedaille und einen Weltmeistertitel.
Der 1,90 m große Ninomiya kämpfte in großen Turnieren meist in der offenen Klasse. Bei der Universiade 1967 in Tokio trat er im Halbschwergewicht an und gewann seinen ersten internationalen Titel. 1972 siegte er bei den Asienmeisterschaften im Schwergewicht. Bei den Weltmeisterschaften 1973 in Lausanne gewann er den Titel in der offenen Klasse durch einen Finalsieg über seinen Landsmann Haruki Uemura. Zwei Jahre später standen sich die beiden im Finale der Weltmeisterschaften in Wien erneut gegenüber, diesmal gewann Uemura. 
Bei den Olympischen Spielen 1976 in Montreal trat Uemura in der offenen Klasse an, Kazuhiro Ninomiya startete im Halbschwergewicht. Für seine ersten beiden Kämpfe gegen Fahed Salem aus Kuwait und An Ung-nam aus Nordkorea benötigte Ninomiya zusammen 1:42 Minuten. Das Viertelfinale gegen Dietmar Lorenz aus der DDR ging über die volle Distanz, Ninomiya gewann mit waza-ari. Im Halbfinale besiegte der Japaner Jürg Röthlisberger aus der Schweiz nach 57 Sekunden. Das Finale zwischen Ninomiya und Ramas Charschiladse aus der Sowjetunion ging über die volle Kampfzeit, Ninomiya gewann durch waza-ari. Ninomiyas letztes großes Turnier war 1978 der Jigoro Kano Cup in Tokio. Ninomiya unterlag Dietmar Lorenz im Halbschwergewichtsfinale, in allen anderen Gewichtsklassen siegten vor einheimischem Publikum japanische Judokas.